# Fatima Amiri
Fatima Amiri é uma das sobreviventes de um ataque suicida a um centro de ensino em Cabul, no Afeganistão, que ocorreu em 30/09/2022. Ela teve ferimentos graves, ficou cega de um olho e surda de um ouvido. Foi indicada pela BBC como uma das 100 mulheres inspiradoras do ano de 2002.

## Os ferimentos e a campanha mundial para tratamento
Fatima Amiri é uma das sobreviventes do ataque de um homem-bomba a um centro de ensino em Cabul. Ela conta que correu sozinha para o hospital mais próximo. Seus ferimentos foram muito graves e resultaram na perda de um olho e da audição de um dos ouvidos. Além disso, ela ainda tem estilhaços em partes do rosto e sua mandíbula dói tanto que ela não consegue comer direito.
Segundo os médicos, Fatima Amiri precisa de uma cirurgia delicada para remover os estilhaços que estão em seu rosto, para reparar a mandíbula e restaurar o tecido interno de sua orelha afetada. A boa notícia é que ela pode recuperar a audição do ouvido esquerdo. A má notícia é que será preciso viajar ao exterior para as cirurgias e a família de Fatima é muito pobre, não possuindo dinheiro para bancar a viagem da menina.
Em novembro de 2022, um casal afegão que mora na Virgínia, nos Estados Unidos, abriu um financiamento coletivo para o tratamento de Fatima e, em duas semanas, arrecadaram o valor necessário. Outras fontes informam que a campanha de arrecadação foi criada por Farhad Darya e Musa Zafar. Outras campanhas abertas para auxiliá-la: US Campaigners e The Omar Jan Mayaar Foundation. Mas estavam tendo dificuldades para enviar o dinheiro para a família de Fatima por causa das sanções internacionais ao Afeganistão depois da tomada do poder pelo Talibã. Além disso, a maioria das embaixadas no Afeganistão está fechada e o governo está restringindo a emissão de passaportes.
Apesar das dificuldades, no início de dezembro de 2022, Fatima Amiri chegou à Turquia para iniciar seu tratamento médico.

## Vida profissional
Enquanto se recuperava dos ferimentos causados pelo ataque, ainda em Cabul, Fatima Amiri estudou e prestou os exames nacionais para fazer universidade. O exame chamado "Kankor" é altamente competitivo e mais de 100.000 alunos fizeram os exames em 2022. Ela se saiu muito bem nos exames, obteve 313 pontos de 360 (85% de acerto). Como ficou entre os 10 primeiros, ela pode escolher o curso e a universidade que quis: ela vai cursar ciência da computação na Universidade de Cabul.
Mas seu sonho é poder estudar no exterior, porque ela acredita que, se permanecer em Cabul, esse tipo de tragédia vai se repetir e ela pode morrer, porque seu grupo religioso é repetidamente atacado pelos grupos do Estado Islâmico.

## O ataque a bomba
O ataque a bomba ocorreu no dia 30 de setembro de 2022, no bairro de Dasht-e Barchi, na cide Cabul, caítal do Afeganistão. O alvo foi o Centro Educacional Kaaj, uma escola particular onde muitos jovens, em sua maioria mulheres e da minoria hazara, xiita, se preparavam para o exame "Kankor". Um homem-bomba entrou no saguão da escola e se detonou. Ao menos 54 pessoas foram mortas e outras 114 ficaram feridas.
O Talibã afirmou ter investigado o atentado e matado seis membros do grupo terrorista que realizou o atentado.
O ataque provavelmente tem motivação religiosa, pois o Estado islâmico considera essa comunidade como herege. Além disso, o Talibã fechou as escolas de ensino médio para meninas, pois o Islamismo restringe o acesso feminino à educação. Apesar disso, mantêm o ensino fundamental e a universidade abertos às mulheres, mas proibiram certos cursos universitários para elas, tais como economia, engenharia, jornalismo, e muitas das ciências sociais e naturais. Segundo a Missão de Assistência das Nações Unidas no Afeganistão (UNAMA), mais de um milhão de meninas afegãs foram proibidas de frequentar a escola em 2021.

## Reconhecimento
Foi laureada pela BBC uma das 100 Mulheres inspiradoras do de 2022.